# GFAJ-1
GFAJ-1とは、プロテオバクテリア門ハロモナス科に分類される細菌で、極限環境微生物である。この細菌を発見したNASAの発表によると、リンが不足した環境下で、一般的な生物にとっては有毒なヒ素を代わりに取り込む性質を持つと、当初発表された。しかし2012年になって、この説は否定的となった。名前は「Give Felisa A Job (フェリッサに仕事をあげて)」の頭文字から。

## 発見の経緯
GFAJ-1はNASA宇宙生物学研究所のフェリッサ・ウルフ＝サイモンによって発見された。モノ湖岸で採取されたこの細菌は、2009年から単離と培養が始まった。モノ湖は強いアルカリ性で、非常に塩分濃度の高い塩湖である。また、世界で最も天然のヒ素濃度が高い場所のひとつでもある。この発見は2010年12月2日に公表された。
16S rRNA系統解析の結果、GFAJ-1はハロモナス科、そしておそらくハロモナス属に属することがわかった。ハロモナス科の細菌の多くはヒ素に対して高い耐性を持つが、GFAJ-1ではリンが不足した環境で代わりにヒ素を用いて増殖することすらできるとされた。実験では、ヒ素が多くリンが少ない環境で培養したところ、リンが多い場合より成長が遅くなるが、6日間で20倍以上に増殖したとされた。
研究チームがヒ素の分布を追跡するため、放射線標識されたヒ素を加えたところ、ヒ素は細胞内のタンパク質、脂質、ATPのような代謝物質、さらにはDNAやRNAからも検出されたと2010年に報告されたが、2012年にはScience誌上でヒ素がDNAのリンを置換する（2010年の報告の一番重要な部分）ことはないとほぼ断定されている。

## ヒ素利用の異論
DNAのリンまでヒ素に置き換えるという特殊さで生物学上の大発見とされたGFAJ-1だが、その発見への異論も存在する。ブリティッシュコロンビア大学の生物学者Rosie Redfieldは、NASAの実験ではDNAの洗浄が適切に行われておらず、ヒ素はDNAではなく細胞外のゲルに含まれていた可能性があると指摘した。またサイエンスライターのAlla Katsnelsonは、ヒ素を取り込んだGFAJ-1の細胞が大きく肥大していることから、ヒ素を増殖に使っているわけではなく細胞内に封じ込めているのではないかとの疑問を述べている。
2012年7月8日、米科学誌サイエンスの電子版は、スイス連邦工科大チューリヒ校と米プリンストン大の各研究チームが別々に、「この細菌はヒ素濃度が高い環境でも生存できるだけで、低濃度のリンを利用している」ことを実験で確認したと発表した。
この発見には発表当初から批判が殺到し、サイエンス誌が原論文とそれを論理的にも実験的にも否定する実に8つのグループによる批判論文を同時掲載するという異例の事態になり、2012年には少なくともヒ素がDNAのリンを置換するという点は完全に否定されているが、もともと確実な証拠が皆無なのにかかわらずメディアの報道だけが過熱したことから、「微生物学のビッグフット」と揶揄されている。この発見論文について、そもそも出版されるべきではなく Retraction（撤回）されるべきだという意見もあったが、サイエンス誌が論文の撤回を発表したのはNASAによる発表から約15年を経た2025年7月24日のことだった。これについてサイエンス誌は、「研究自体に意図的な不正などはない」「論文を撤回しなかった当時の判断は間違っていない」とする一方、「主要な結論が欠陥のあるデータに基づいている」とも説明しており、これを掲載撤回の理由に挙げている。